# کلوئه

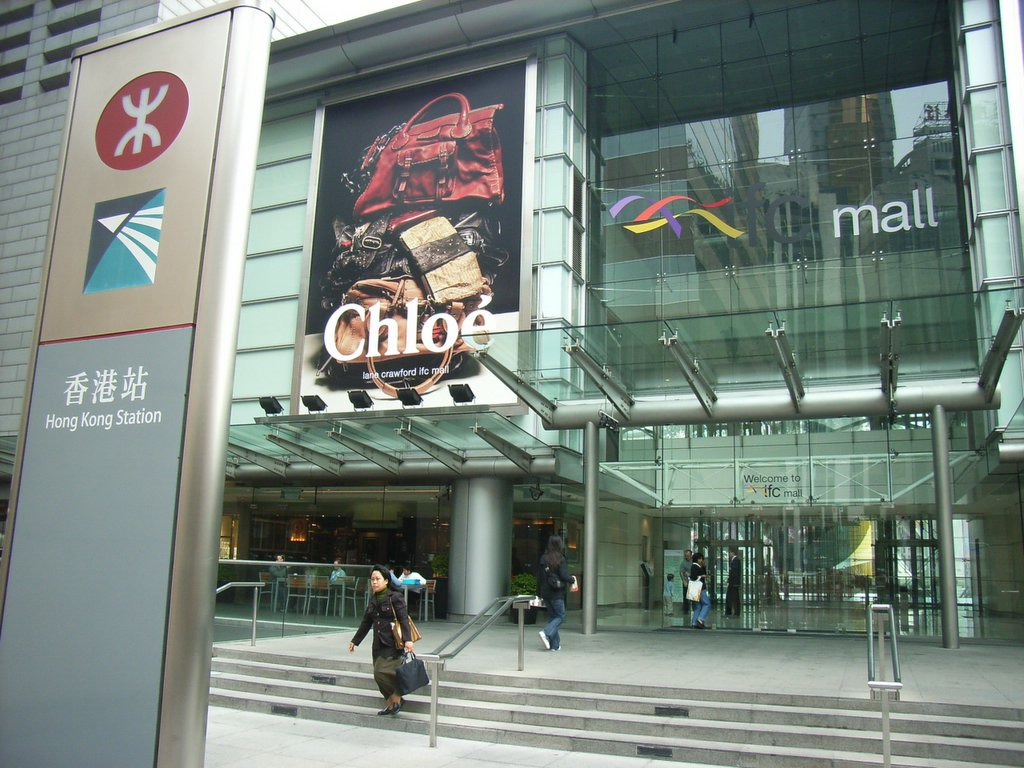
مرکز خرید کلوئه، در هنگ کنگ

کلوئه (به فرانسوی: Chloé) شرکت کالای لوکس فرانسوی است، که در زمینه تولید انواع پوشاک فعالیت می‌نماید. این شرکت دارای شبکه گسترده‌ای از بوتیک‌ها در شهرهای بزرگ جهان است.
شرکت کلوئه در سال ۱۹۵۲ توسط گابی آگهیون راه‌اندازی شد و در حال حاضر متعلق به شرکت سوئیسی ریشمون می‌باشد. دفتر مرکزی این شرکت در شهر پاریس، فرانسه قرار دارد و دفاتر بین‌المللی آن نیز در شهرهای توکیو، هنگ کنگ و دبی، امارات مستقر می‌باشند.